# Robert Ritter (Politiker)

Großherzog Friedrich II. von Baden, Oberbürgermeister Otto Beck und Bürgermeister Robert Ritter anlässlich des Mannheimer Stadtjubiläums, 1907

Robert Ritter (* 17. September 1862 in St. Blasien; † 25. September 1937) war ein deutscher Kommunalpolitiker. Er war Erster Bürgermeister der Stadt Mannheim.

## Leben
Ritter wurde in St. Blasien als Sohn des Hauptlehrers Leo Ritter geboren. Er studierte Kameralwissenschaften in Freiburg, Basel und München. In Freiburg wurde er Mitglied des Corps Suevia. Nach Ablegung des Staatsexamens war er ab 1885 in verschiedenen badischen Finanzbehörden und beim Oberstiftungsrat in Karlsruhe beschäftigt. 1897 wurde er zum Regierungsrat und Kollegialmitglied der badischen Oberdirektion des Wasser- und Straßenbaus ernannt. 1898 wurde er zum 2. Bürgermeister der Stadt Mannheim gewählt, 1907 wiedergewählt, 1908 zum Ersten Bürgermeister ernannt und 1919 erneut wiedergewählt.
Zu seinem Aufgabenbereich gehörten die städtischen Sparkasse, die Wasser-, Gas- und Elektrizitätswerke sowie die Straßenbahn und das Verkehrswesen im Allgemeinen. Unter seine Ägide wurde bei den Mannheimer Straßenbahnen der elektrische Betrieb eingeführt und die Vororte an das Netz angebunden. Ritter initiierte die Gründung der Rhein-Haardt-Bahngesellschaft zur Anbindung Mannheims an die pfälzischen Hauptweingebiete. Sie nahm 1913 den Betrieb auf. Zugleich brachte er die Stadt Mannheim in den Besitz der Aktienmehrheit an der 1911 gegründeten Oberrheinischen Eisenbahn-Gesellschaft (OEG), die die Linien Mannheim-Heidelberg, Mannheim-Weinheim und Weinheim-Heidelberg betrieb.
Ritter ließ ein zweites städtisches Gaswerk im Stadtteil Luzenberg sowie ein zweites Wasserwerk errichten. Auch das Großkraftwerk Mannheim geht auf seine Initiative zurück. Durch den Bau einer Leitung nach Weinheim schuf er die erste Gasfernversorgung in Baden. Auch am Zusammenschluss der deutschen Gaswerke zu einem wirtschaftlichen Verband nahm er regen Anteil. Er gehörte seit der Gründung dem Aufsichtsrat an und wurde nach seinem Eintritt in den Ruhestand zum Ehrenmitglied ernannt.
Ritter war Mitgründer und Leiter des badischen Sparkassen- und Giroverbandes und stellvertretender Vorsitzender des deutschen Sparkassen- und Giroverbands in Berlin. Der badische Sparkassen- und Giroverband ernannt ihn nach seinem Ausscheiden aus dem Amt zum Ehrenpräsidenten.
Von August 1914 bis Oktober 1917 leistete Ritter Kriegsdienst als Kommandeur des 1. Mannheimer Landsturm-Infanterie-Bataillons.
Ritters Nachlass befindet sich im Marchivum in Mannheim.

## Veröffentlichungen
- 25 Jahre Wirtschaftliche Vereinigung deutscher Gaswerke A.G. 1904–1929. Köln-Frankfurt-Berlin 1929